# Tellurobismutit
Tellurobismutit ist ein eher selten vorkommendes Mineral aus der Mineralklasse der „Sulfide und Sulfosalze“ mit der chemischen Zusammensetzung Bi2Te3 und entspricht damit chemisch gesehen der Verbindung Bismuttellurid.
Tellurobismutit kristallisiert im trigonalen Kristallsystem und findet sich häufig in Form von blättrigen bis tafeligen Kristallen mit hexagonalem Habitus und maximal wenigen Millimetern Durchmesser. Das Mineral kommt häufig mit Gold, Quarz, Galenit, Chalkopyrit sowie mit Calaverit, Tetradymit und Rucklidgeit vergesellschaftet vor. Tellurobismutit ist undurchsichtig (opak) und zeigt auf der Oberfläche der weißen bis bleigrauen Kristalle metallischen Glanz.

## Etymologie und Geschichte
Die von dem dänischen Geologen und Mineralogen Jens Esmark 1816 veröffentlichte Beschreibung eines neuen Tellur-Erzes kann als erste Kurzbeschreibung des Minerals angesehen werden. Seinen Ausführungen zufolge bestand die Probe aus tafeligen, perfekt sechseckigen Kristallen von „zinnweißer“ Farbe mit einem starken Metallglanz. Weitere Untersuchungen offenbarten eine vollkommene Spaltbarkeit nach einer Richtung und mäßige Flexibilität sowie eine „beträchtliche Weichheit“ (geringe Mohshärte). Die Lötrohr-Probe (englisch Blowpipe) ergab, dass das Mineral zum Teil aus Tellur bestand. Der zweite Bestandteil – ein metallisch-silbriges und verformbares Kügelchen – war für eine weitere Untersuchung zu klein. Als Fundort gab Esmark das Bergwerk „Mosnap“ an. Die inzwischen abgesoffene Kupfermine liegt in der Kommune Fyresdal innerhalb der norwegischen Provinz Telemark.
Seinen bis heute gültigen Namen Tellurobismutit soll das Mineral 1863 in Anlehnung an dessen chemischer Zusammensetzung aus Bismut und Tellur erhalten haben. David M. Balch spricht das Mineral in seiner Publikation allerdings als Tellurbismuth (im Deutschen Tellurbismut oder auch Tellurwismut) an. Unter diesem Synonym wurden allerdings mehrere Minerale bekannt, die erst später voneinander abgegrenzt werden konnten. Unter anderem sind dies der schwer von Tellurobismutit unterscheidbare Tetradymit (Bi2Te2S) sowie Joséit (Bi4(Te,S)3, inzwischen aufgeteilt in Joséit-A und Joséit-B), Laitakarit (Bi4(Se,S)3), Hedleyit (Bi7Te3) und Pilsenit (redefiniert Bi4Te3).
1940 wurde die chemische Zusammensetzung von Tellurobismutit, den man bis dahin lange Zeit als Varietät von Tetradymit ansah, mit Bi2Te3 neu definiert und als eigenständige Mineralart akzeptiert, nachdem eingehende Strukturanalysen von Paul W. Lange nachweisen konnten, dass Tellurobismutit und Tetradymit trotz ihrer großen chemischen und strukturellen Ähnlichkeit zwei deutlich unterschiedliche Phasen im System Bi2Te3 – Bi2Te2S sind.
Da Tellurobismutit bereits lange vor der Gründung der International Mineralogical Association (IMA) bekannt und als eigenständige Mineralart anerkannt war, wurde dies von ihrer Commission on New Minerals, Nomenclature and Classification (CNMNC) übernommen und bezeichnet den Tellurobismutit als sogenanntes „grandfathered“ (G) Mineral. Die ebenfalls von der IMA/CNMNC anerkannte Kurzbezeichnung (auch Mineral-Symbol) von Tellurobismutit lautet „Tbi“.
Neben der Mosnap-Grube in Norwegen gelten als weitere Typlokalitäten von Tellurobismutit die Boly-Field-Goldmine bei Dahlonega im Lumpkin County von Georgia und die Little-Mildred-Mine im Bergbaubezirk Sylvanite des Hidalgo Countys von New Mexico in den Vereinigten Staaten.

## Klassifikation
In der veralteten 8. Auflage der Mineralsystematik nach Strunz gehörte der Tellurobismutit zur Mineralklasse der „Sulfide und Sulfosalze“ und dort zur Abteilung „Sulfide mit M : S < 1 : 1“, wo er gemeinsam mit Tetradymit und Wehrlit sowie dem 1991 diskreditierten Csiklovait in der „Tetradymit-Reihe“  mit der Systemnummer II/C.03a steht.
Im zuletzt 2018 überarbeiteten „Lapis-Mineralienverzeichnis“, das sich im Aufbau noch nach der alten Form der Systematik von Karl Hugo Strunz richtet, erhielt das Mineral die System- und Mineralnummer II/D.09-020. In der „Lapis-Systematik“ entspricht dies ebenfalls der Abteilung „Sulfide mit dem Stoffmengenverhältnis Metall : S,Se,Te < 1 : 1“, wo Tellurobismutit zusammen mit Kawazulith, Paraguanajuatit, Skippenit, Tellurantimon und Tetradymit die „Tetradymitgruppe“ mit der Systemnummer II/D.09 bildet.
Die von der International Mineralogical Association (IMA) zuletzt 2009 aktualisierte 9. Auflage der Strunz’schen Mineralsystematik ordnet den Tellurobismutit dagegen in die Abteilung „Metallsulfide mit M : S = 3 : 4 und 2 : 3“ ein. Diese ist allerdings weiter unterteilt nach dem genauen Stoffmengenverhältnis, so dass das Mineral entsprechend seiner Zusammensetzung in der Unterabteilung „M : S variabel“ zu finden ist, wo es zusammen mit Kawazulith, Paraguanajuatit, Skippenit, Tellurantimon und Tetradymit die „Tetradymitgruppe“ mit der Systemnummer 2.DC.05c bildet.
In der vorwiegend im englischen Sprachraum gebräuchlichen Systematik der Minerale nach Dana hat Tellurobismutit die System- und Mineralnummer 02.11.07.02. Das entspricht ebenfalls der Klasse der „Sulfide und Sulfosalze“ und dort der Abteilung „Sulfidminerale“. Hier findet er sich innerhalb der Unterabteilung „Sulfide – einschließlich Seleniden und Telluriden – mit der Zusammensetzung AmBnXp, mit (m+n) : p = 2 : 3“ in der „Tetradymitgruppe (Trigonal: R3m)“, in der auch Tetradymit, Tellurantimon, Paraguanajuatit, Kawazulith, Skippenit und Vihorlatit eingeordnet sind.

## Kristallstruktur
Tellurobismutit kristallisiert in der trigonalen Raumgruppe R3m (Raumgruppen-Nr. 166) mit den Gitterparametern a = 4,38 Å und c = 30,47 Å sowie drei Formeleinheiten pro Elementarzelle.

## Bildung und Fundorte

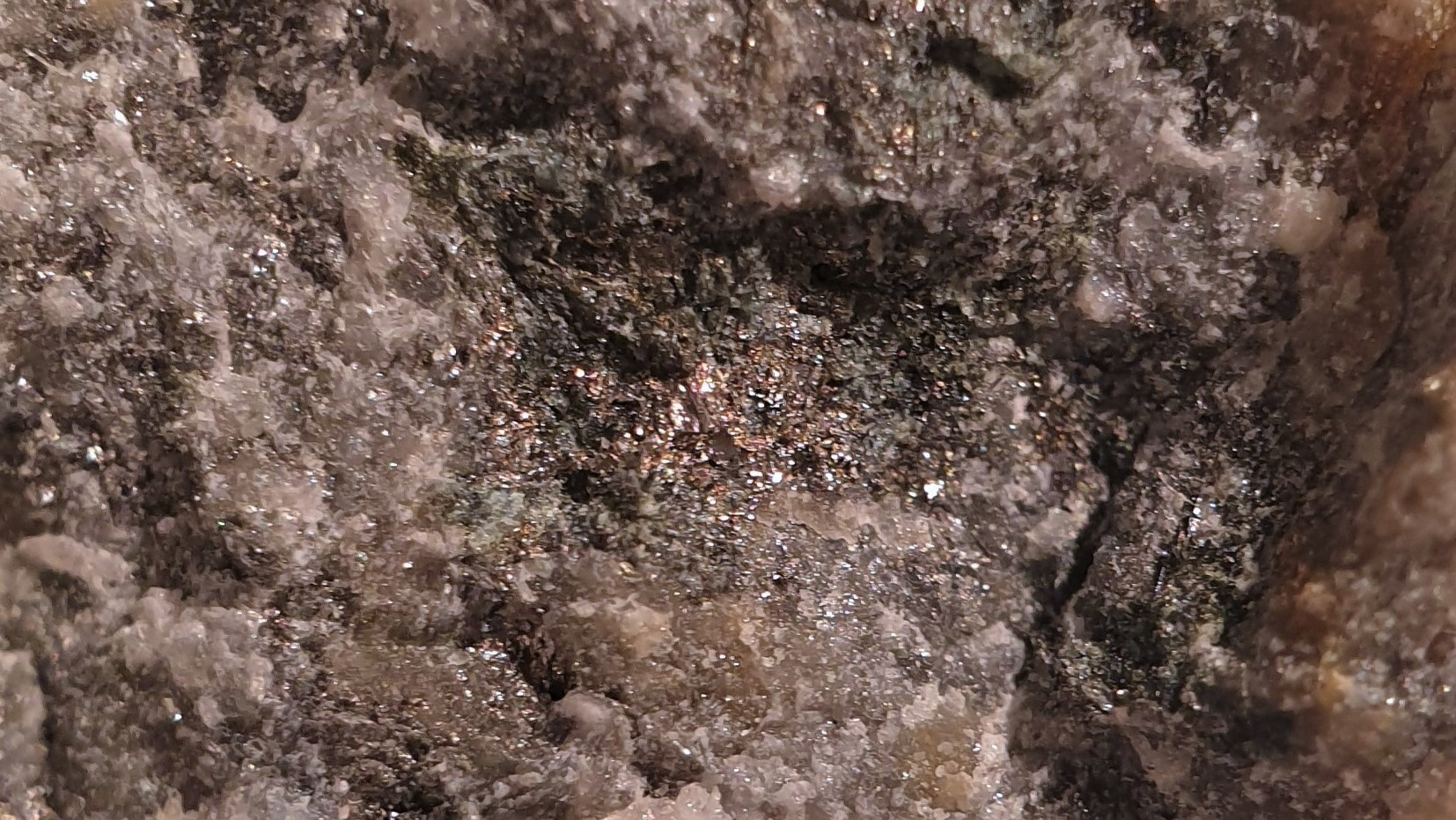
Bis zu einen Millimeter große Tellurobismutit-Kristalle und -Kristallrasen auf Nebengestein. Mangfallberget, Boliden, Skellefteå, Provinz Västerbotten, Schweden (Bildbreite 8 mm)

Da Tellur  von allen Elementen die höchste Affinität zu Gold zeigt, bildet sich Tellurobismutit durch hydrothermale Vorgänge häufig in Verbindung mit Goldlagerstätten. Es bildet häufig Paragenesen mit zahlreichen anderen Bismuttelluriden, Bismut-Tellur-Sulfiden, Blei- und Goldtelluriden sowie gediegen Gold. Zu nennen sind hierbei Rucklidgeit, Calaverit, Tetradymit, Tsumoit, Nagyágit und Altait. Daneben sind Vergesellschaftungen mit den weit verbreiteten Sulfiden Galenit und Chalkopyrit sowie den Gangartmineralen Quarz und Calcit häufig anzutreffen.
Als eher seltene Mineralbildung kann Tellurobismutit an verschiedenen Fundorten zum Teil reichlich vorhanden sein, insgesamt ist er aber wenig verbreitet. Weltweit sind bisher rund 360 Vorkommen dokumentiert (Stand 2023).
Der bisher einzige beschriebene Fund aus Österreich gilt noch als unsicher und stammt aus dem Rellstal in der Gemeinde Vandans in Vorarlberg.
Weitere bisher bekannte Fundorte liegen unter anderem in Ägypten, Argentinien, Armenien, Aserbaidschan, Australien, Belgien, Brasilien, Bulgarien, Burkina Faso, China, der Dominikanischen Republik, Fidschi, Finnland, Frankreich, Griechenland, Guyana, Japan, Kambodscha, Kanada, Kasachstan, Kirgisistan, Mali, der Mongolei, Nordkorea, Norwegen, Papua-Neuguinea, den Philippinen, Polen, Rumänien, Russland, Saudi-Arabien, Schweden, Simbabwe, der Slowakei, Spanien, Südafrika, Tadschikistan, Thailand, Tschechien, der Ukraine, Ungarn, Usbekistan, dem Vereinigten Königreich und den Vereinigten Staaten nachgewiesen werden.

## Verwendung
Da Tellur zusammen mit Selen industriell ausschließlich aus Nebenprodukten der großtechnischen elektrolytischen Kupfer- und Nickel-Herstellung gewonnen wird, ist Tellurobismutit als Tellurerz nicht von Bedeutung. Aufgrund seiner Seltenheit gegenüber anderen Bismut-haltigen Mineralen spielt es auch als Bismuterz keinerlei wirtschaftliche Rolle. Stufen des Minerals sind ausschließlich bei Sammlern begehrt.